# Vogtländisches Kabelwerk

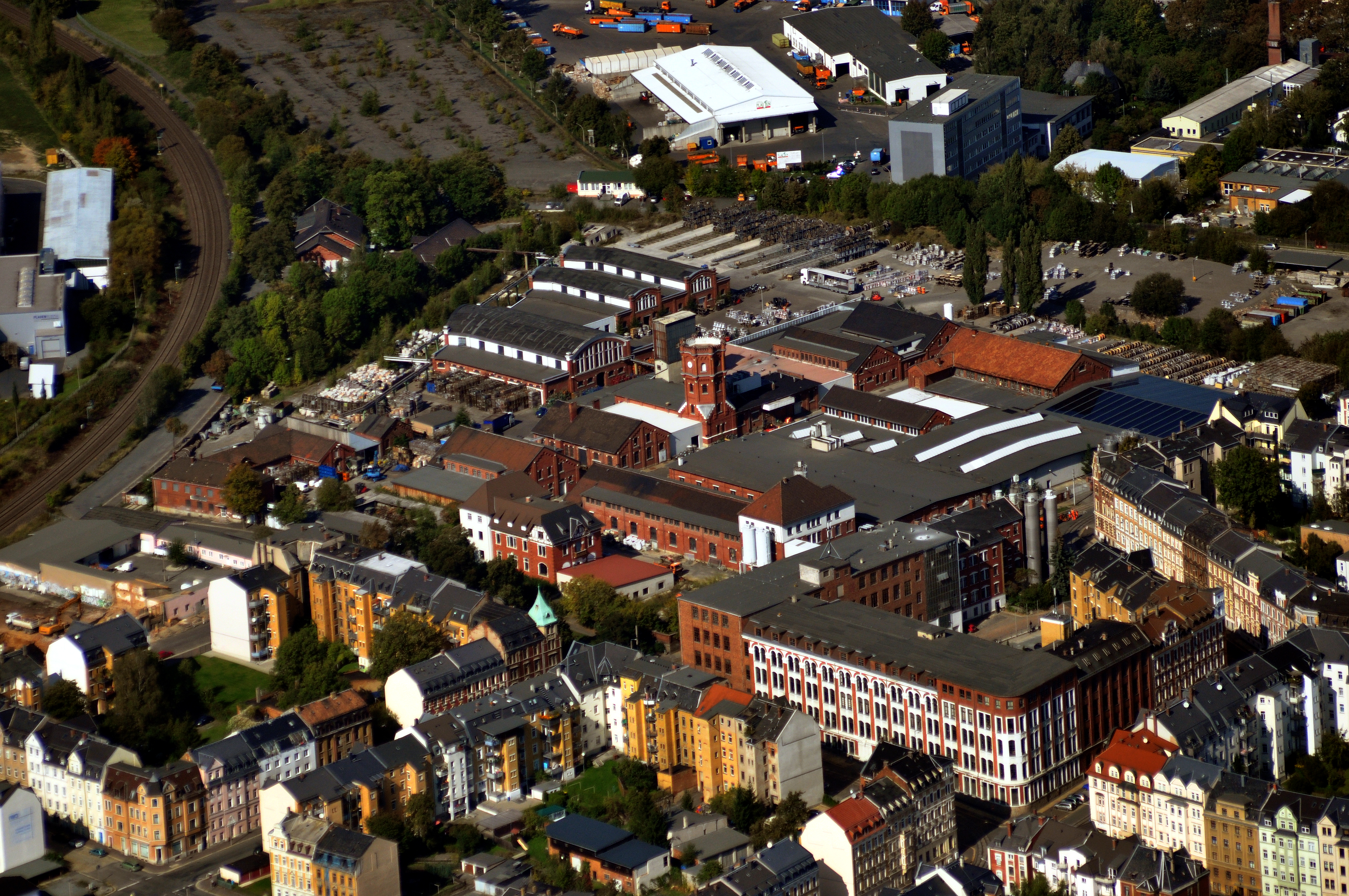
Luftansicht VOKA Firmengelände (2011)

Die Vogtländisches Kabelwerk GmbH (VOKA) wurde im Jahre 1919 als Sächsische Draht- und Kabelwerke GmbH in Plauen gegründet.
Aktuell ist die VOKA spezialisiert auf Telekomkabel und -leitungen sowie Signal- und Datenleitungen. Weiter werden Elektronik-, Mess- und Steuerleitungen, Solarkabel und hitzebeständige Leitungen aus Glasseide gefertigt. Produziert wird an zwei Standorten in Plauen und in Falkenstein im Vogtland.

## Unternehmensgeschichte

### Gründung und Eingliederung in den Siemens-Schuckert-Konzern
Am 1. August 1919 begann die Sächsische Draht- und Kabelwerke GmbH mit der Produktion von Leitungen. Dazu wurde die ehemalige Wäschefabrik Blanck & Co. an der Schlachthofstraße in Plauen umgenutzt. Das Produktionsprogramm umfasste unter anderem gummiisolierte Leitungen sowie textilisolierte Telefonkabel. Im darauf folgenden Jahr wurde ein zweites Kabelwerk in Falkenstein angegliedert. In diesem Werk wurden damals nur Lackdrähte für den Bau von Elektromotoren und für die Fernmeldeindustrie hergestellt. Trotz der wirtschaftlich schwierigen Nachkriegszeit expandierte die Sächsische Draht- und Kabelwerke GmbH bis auf über 500 Mitarbeiter. Im Jahr 1928 übernahm die Siemens-Schuckertwerke GmbH die beiden Werke vollständig und führte sie als Siemens-Schuckert-Werke, Leitungswerk Plauen fort.

### Vergrößerung und Zerstörung im Zweiten Weltkrieg

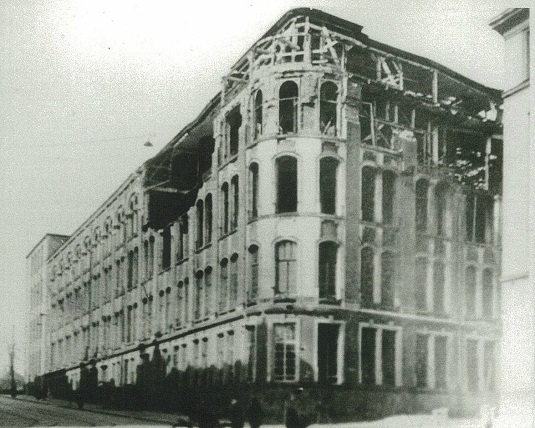
Bombentreffer am Hauptgebäude Ecke August-Bebel-Straße / Schlachthofstraße, 1945

Mit dem steigenden Bedarf an Leitungen wuchs auch das Leitungswerk Plauen mit Falkenstein weiter. Im Jahre 1936 wurde an der Breitscheidstraße neben den Produktionshallen ein fünfgeschossiges Verwaltungsgebäude errichtet. Kurz vor Beginn des Zweiten Weltkriegs waren bereits über 900 Mitarbeiter in den Leitungswerken beschäftigt. Das damalige Produktionsprogramm umfasste Starkstromleitungen, Fernmeldeleitungen, Feldkabel sowie Fernfeldkabel und Lackdrähte.
Durch den Rohstoffmangel während des Zweiten Weltkriegs wurde der Einsatz von Kunststoff interessant. Dafür wurde 1941 in Elsterberg ein Textilbetrieb erworben und für die Produktion von kunststoffisolierten Leitungen und Drähten umgerüstet.
Im Jahre 1944 wurde die bisher höchste Beschäftigtenzahl mit ca. 1.050 Mitarbeitern erreicht. Der Umsatz belief sich damals auf 14,4 Millionen Reichsmark. Gegen Kriegsende im April 1945 wurde während eines Bombenangriffs der Gebäudeteil der Schlachthofstraße bis ins Erdgeschoss zerstört. Es entstanden dabei erhebliche Schäden an Maschinen und Einrichtungen. Bereits im darauffolgenden Jahr begann der Wiederaufbau und die Fertigung von Leitungen und isolierten Drähten.

### Übergang in das Volkseigentum und Zeit in der DDR

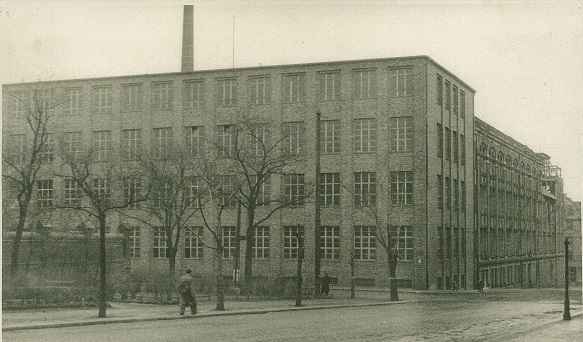
Ansicht des Werks, Ecke Schlachthofstraße / Breitscheidtstraße, 1947

Am 19. Juli 1946 gingen auf Befehl der SMAD die Werke in die Sowjetische Elektro-Aktiengesellschaft über. Im folgenden Jahr am 1. März 1947 wurden die Betriebe in das Volkseigentum der DDR übergeben. Der neue Bezeichnung VEB Leitungswerk Plauen war an die frühere Namensgebung angelehnt. Nach anfänglichen Schwierigkeiten mit dem Siemens-Konzern wurde der Betrieb dann von Mitarbeitern geleitet. In dieser Zeit waren 480 Mitarbeiter beschäftigt bei einem Jahresumsatz von 4,3 Mio. Reichsmark. Im Jahre 1956 wurde das Werk Elsterberg geschlossen und die Produktion von Kunststoffleitungen nach Plauen verlagert. In Folge wurde im Jahr 1963 die Fertigung von Leitungen mit Gummiisolierung eingestellt. Ebenso wurde das Werk Falkenstein auf die Fertigung von Kunststoffleitungen umgestellt. Die Umstellung wurde im Jahr 1966 mit einer Misch- und Granulieranlage für die Herstellung von Isolierkunststoffen etc. abgeschlossen. Am 1. Januar 1967 wurde das Leitungswerk dem neuen Kombinat VEB Kabelwerk Oberspree (KWO) zugeordnet. Zu der Zeit umfasste das Lieferprogramm hauptsächlich Starkstrommantel- und Stegleitungen sowie Fernmelde- und Leuchtenleitungen.

### Eingliederung in die Wilmsgruppe und Expansion
Nach der Wiedervereinigung Deutschlands im Jahr 1990 wurden alle Betriebe durch die Treuhandanstalt privatisiert. Als eines der ersten privatisierten Kabelwerke übernahm J. E. Wilms die Betriebe im Vogtland. Das Unternehmen firmiert seitdem als Vogtländisches Kabelwerk GmbH (VOKA). Zu diesem Zeitpunkt waren einschließlich Randaktivitäten ca. 450 Mitarbeiter beschäftigt. Um das Unternehmen ausbauen zu können, wurde 1994 von der Stadt Plauen das angrenzende Schlachthofgelände mit ca. 60.000 m² erworben. Dazu mussten die ruinösen Schachthof-Gebäude umgenutzt und denkmalgerecht restauriert werden. Hier wurde zuerst eine eigene Kupferdrahtverarbeitung aufgebaut, um die Fertigungstiefe zu erhöhen und auch schneller am Markt reagieren zu können. Ein wichtiger Schritt war dann der Erwerb der kompletten Telefonaußenkabelproduktion der Siemens AG. Die Produktionsanlagen wurden von Neustadt bei Coburg in das Werk Falkenstein verlagert. Dafür wurden neue Hallen errichtet und ein angrenzender stillgelegter Textilbetrieb erworben und renoviert. Mit diesem Schritt konnte sich die VOKA als renommierter Lieferant der Deutschen Telekom profilieren und ihren Anteil deutlich erweitern.
Auch auf dem ehemaligen Schlachthofgelände ging es in dem Maße weiter, das die aufwändige Renovierung der Gebäude zuließ. Es folgte die Erweiterung von Telefoninnenkabel- und schließlich eine neue Datenkabel-Produktion für höchste Ansprüche. Die im Stammwerk W1 installierte Kunststoffherstellung wurde modernisiert und im neuen W2 um eine Anlage für halogenfreie Kunststoffe ergänzt. Damit hatte sich die VOKA von einem reinen Kabelwerk zu einem vollintegrierten Produktionsstandort entwickelt. Als logischer Schritt wurde schließlich noch eine moderne Kabelrecyclinganlage installiert, die eine weitgehende Rückführung der Wertstoffe ermöglicht. Der Umsatz der VOKA hat sich in den ersten 20 Jahren in der Wilms-Gruppe nahezu verfünffacht. Die Beschäftigung blieb dabei abhängig von saisonalen Schwankungen durch Modernisierung und Automatisierung nahezu stabil.

## Fertigungsprogramm
Die Produktpalette der VOKA GmbH umfasst knapp 3000 verschiedene Typen, die sich in die Produktgruppen Fernmeldeaußen- und Signalkabel, Telefoninnen- und Brandmeldekabel, Steuer-, Mess- und Regelleitungen, Datenkabel VOKA-LAN, Ethernet und Industrieelektronikkabel, Buskabel, Glasseidesteuerleitungen, Thermo- und Ausgleichleitungen, Schaltdrähte und Schaltlitzen, Solarkabel VOKA Solar PV-Line und Sonderkabel mit speziellen Approbationen unterteilen lassen.